# 9960 Sekine
9960 Sekine este un asteroid din centura principală de asteroizi.

## Descriere
9960 Sekine este un asteroid din centura principală de asteroizi. A fost descoperit pe 4 noiembrie 1991 la Kiyosato de Satoru Ōtomo. El prezintă o orbită caracterizată de o semiaxă mare de 2,20 ua, o excentricitate de 0,19 și o înclinație de 4,8° în raport cu ecliptica.